# Вощакина, Ольга Борисовна
Ольга Борисовна Вощакина (род. 27 января 1961, Новосибирск) — советская и российская фехтовальщица, чемпионка СССР (1985), чемпионка России (1993), чемпионка мира (1986), призёр соревнований «Дружба-84» (1984), участница Олимпийских игр (1988, 1992). Мастер спорта СССР международного класса.

## Биография
Ольга Вощакина родилась 27 января 1961 года в Новосибирске. Начинала заниматься фехтованием на рапирах в спортшколе ДСО «Спартак» у Владимира Никифорова. В начале 1980-х годов переехала в Казань, где продолжила тренироваться под руководством Владимира Житлова.
Наиболее значимых успехов добивалась в середине 1980-х годов. В 1983 году начала привлекаться в состав сборной СССР. В 1984 году готовилась принять участие в Олимпийских играх в Лос-Анджелесе, но не смогла там выступить, так как политическое руководство СССР приняло решение о бойкоте этих Игр советскими спортсменами. На соревнованиях «Дружба-84», проходивших в июле 1984 года в Будапеште, стала серебряным призёром в командном турнире.
В 1985 году выиграла чемпионат СССР в личном зачёте. В 1986 году на чемпионате мира в Софии завоевала бронзовую медаль в индивидуальном турнире и золото в командных соревнования. В 1988 году участвовала в Олимпийских играх в Сеуле.
В 1992 году была бронзовым призёром чемпионата СНГ, в составе Объединённой команды выступала на Олимпийских играх в Барселоне. В 1993 году стала чемпионкой России в личном зачёте.
После завершения своей спортивной карьеры перешла на работу в Министерство спорта Республики Татарстан, где возглавляет сектор юридической и мобилизационной работы. В декабре 2013 года участвовала эстафете олимпийского огня зимних Олимпийских игр в Сочи (2014).